# 穂積 (漫画家)
穂積（ほづみ、10月28日 - ）は、日本の漫画家。神奈川県出身。
2010年、「式の前日」で『月刊フラワーズ』（以下、フラワーズ）コミックオーディションで銀の花賞を受賞し、フラワーズ2010年11月号増刊『凛花』に掲載されデビュー。同作を表題作とする短編集が2012年9月に刊行され、単行本デビューとなる。短編集は2013年に第4回ブクログ大賞マンガ部門を受賞したほか、「このマンガがすごい! オンナ編」で第2位、「このマンガを読め!」で第5位にランクインするなど高い評価を得た。
『フラワーズ』2012年10月号から2013年10月号まで連載された「さよならソルシエ」は、画商のテオドルス・ファン・ゴッホを主人公に、その実兄で画家のフィンセント・ファン・ゴッホの生き方に新解釈をした作品で、「このマンガがすごい! 2014（オンナ編）」で第1位に輝いた。
最新作は、『フラワーズ』2016年7月号から連載が開始された「僕のジョバンニ」である。
小説のイラストの仕事も携わっている。

## 作品リスト
- 式の前日（2012年、フラワーコミックスα、全1巻）
  - 収録作品：式の前日 / あずさ2号で再会 / モノクロ兄弟 / 10月の箱庭 / 夢見るかかし / それから
- さよならソルシエ（2013年、フラワーコミックスα、全2巻）
- うせもの宿（2014年 - 2015年、フラワーコミックスα、全3巻）
- 僕のジョバンニ（2016年 - 連載中、フラワーコミックスα、既刊5巻）

単行本未収録作品
- 居酒屋さちこ（『月刊フラワーズ』2012年1月号 - 3月号、全3話） - 初連載作品
- かのじょの笑顔が好きなんだ（『月刊フラワーズ』2014年1月号）

関連雑誌
- 『弦楽器雑誌：サラサーテ 2019年8月号』第89巻、株式会社せきれい社、2019年7月2日、ASIN B07RX2KVZL。「巻頭企画：チェリスト必読コミック『僕のジョバンニ』。」

## イラスト
- 捜し物屋まやまシリーズ、集英社

1. 木原音瀬(著)・穂積(画)『捜し物屋まやま』〈集英社文庫：こ41-1〉2019年10月。ISBN 978-4-08-744042-3。
2. 木原音瀬(著)・穂積(画)『捜し物屋まやま』 2巻〈集英社文庫：こ41-3〉、2021年10月。ISBN 978-4-08-744309-7。
3. 木原音瀬(著)・穂積(画)『捜し物屋まやま』 3巻〈集英社文庫：こ41-4〉、2023年4月。ISBN 978-4-08-744517-6。